# Orocharis helvola
Orocharis helvola är en insektsart som beskrevs av Henri Saussure 1874. Orocharis helvola ingår i släktet Orocharis och familjen syrsor. Inga underarter finns listade i Catalogue of Life.